# Duché de Bourgogne
Cet article concerne le duché féodal. Pour les autres significations du nom Bourgogne, voir Bourgogne.
 (décembre 2019).
898–1477
1477 – 1790
910 ans
Entités précédentes :
- Premier royaume de Bourgogne
- Bourgogne franque

Entités suivantes :
- Côte-d'Or
- Saône-et-Loire
- Yonne

Le duché de Bourgogne est, entre les IXe et XVe siècles, une principauté féodale, puis, entre les XVIe et XVIIIe siècles, une province du royaume de France, dont la capitale est Dijon.
Issu de la Bourgogne franque, région du royaume de Bourgogne à l'époque franque (534-843), le duché de Bourgogne est, à partir de 898, successivement tenu par trois dynasties : les Bosonides, les Robertiens, puis une branche cadette de la dynastie royale des Capétiens, avant d'être octroyé en 1363 à un fils cadet du roi Jean le Bon, de la dynastie royale des Valois.
Le territoire du duché correspond approximativement à :
- la Côte-d'Or (chef-lieu : Dijon) ;
- la Saône-et-Loire (chef-lieu : Mâcon) ;
- une partie de l'Yonne (chef-lieu : Auxerre).

Les ducs de Bourgogne qui règnent de père en fils de 1363 à 1477, Philippe le Hardi, Jean sans Peur, Philippe le Bon et Charles le Téméraire, donnent une telle extension à leurs possessions, notamment aux Pays-Bas, que Charles le Téméraire tente d'en faire un royaume indépendant. Mais ses ambitions se heurtent à une coalition des cantons suisses confédérés et du duc de Lorraine, soutenue par Louis XI. Charles le Téméraire trouve la mort en janvier 1477, vaincu devant Nancy.
Son héritière, Marie de Bourgogne, est rapidement attaquée par Louis XI (guerre de Succession de Bourgogne). La guerre aboutit à l'incorporation du duché au domaine royal (traité d'Arras, confirmé par le traité de Senlis de 1493).
Les ducs Valois et leur entourage ont encouragé les arts et laissé un certain nombre de constructions parmi lesquelles on peut compter la tour Jean-sans-Peur à Paris, la tour Philippe le Bon à Dijon, les tombeaux de Philippe le Hardi et Jean sans Peur, les hospices de Beaune du chancelier Nicolas Rolin et le monastère royal de Brou de Marguerite d'Autriche (1480-1530).
La Bourgogne est désormais une province, à la fois gouvernement militaire et ressort des États de Bourgogne et du Parlement de Dijon, agrandie de la Bresse et du Bugey. C'est aussi par la suite le ressort d'une généralité.

## Du royaume des Burgondes au partage de Verdun (843)

### Le royaume des Burgondes (avant 534)
Les Burgondes, peuple germanique, s'installent dans l'Empire romain d'Occident en 411, d'abord sur le Rhin autour de Worms, puis à la suite de la poussée hunnique, ils se déplacent vers le sud, occupant le Jura, le plateau suisse, le nord des Alpes et les pays de la Saône.
Vers 500, le roi Gondebaud édicte la loi des Burgondes (lex Burgundionum), couramment appelée, à partir de son nom, « Loi Gombette ».

### Le royaume de Bourgogne d'époque mérovingienne
Le royaume des Burgondes (regnum Burgundionum), d'où vient l'épouse de Clovis, Clotilde, est conquis en 534 par un fils de Clovis.
Il devient alors le regnum Burgundiae, un des royaumes que se disputent les rois francs de la dynastie mérovingienne de 534 à 751.

### Le duché carolingien
En 751, les Mérovingiens sont évincés par le maire du palais d'Austrasie, Pépin le Bref, premier roi des Francs de la dynastie carolingienne, qui instaure un pouvoir plus centralisé, incarné en 800 par la promotion de son fils Charles Ier (Charlemagne) au rang d'empereur. L'Empire franc n'en comporte pas moins des royaumes subordonnés à l'empereur (Aquitaine, Italie, notamment), sous Charlemagne (mort en 814) comme sous son fils Louis le Pieux, qui meurt en 840, en nommant empereur son fils Lothaire. Mais ses deux autres fils, Charles et Louis n'acceptent pas son autorité.

### Le conflit entre les fils de Louis le Pieux et le traité de Verdun (840-843)
Charles et Louis se liguent contre Lothaire et il s'ensuit une période de guerre civile, marquée par le serment de Strasbourg (842).
En 841 est mentionné le titre dux Burgundiae potentissimus porté par le comte Guerin de Provence : il s'agit alors d'un commandement militaire.
En 843, Lothaire accepte de négocier avec ses frères, ce qui aboutit au traité de Verdun. L'empire franc est partagé en trois : la Francie médiane pour Lothaire, reconnu comme empereur ; la Francie orientale pour Louis ; la Francie occidentale pour Charles.

### Les conséquences du partage de Verdun pour le royaume de Bourgogne
La limite entre Francie occidentale et Francie médiane est fixée sur les « quatre rivières » : le Rhône, la Saône, la Moselle et l'Escaut.
Le traité de Verdun divise donc l'ancien royaume de Bourgogne entre la Francie occidentale et la Francie médiane. Par la suite, la Francie médiane rejoint la France orientale (Germanie) pour aboutir en 962 au Saint-Empire romain germanique, tandis que la Francie occidentale reste isolée, devenant le royaume de France, sur lequel règnent les Capétiens. Les « quatre rivières » deviennent alors la frontière entre « le royaume » et « l'empire ».
La partie occidentale de l'ancien royaume de Bourgogne va donc devenir le duché (français) de Bourgogne tandis que la partie orientale évolue en plusieurs entités, dont le comté (impérial) de Bourgogne (aussi appelé « la comté de Bourgogne », et par la suite, « la Franche-Comté »).

## Les premières dynasties ducales (898-1361)

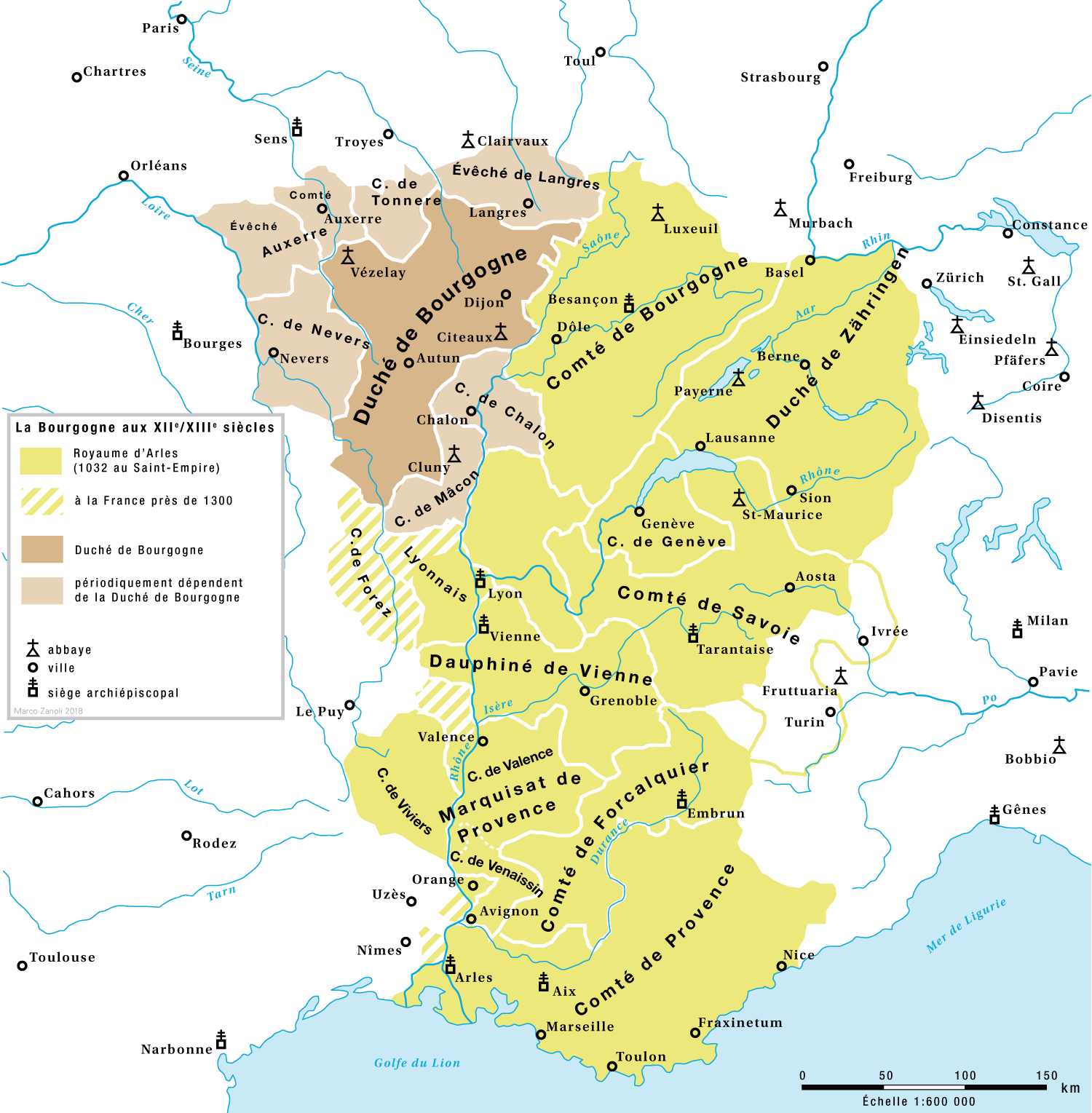
Le duché de Bourgogne et le royaume d'Arles aux.

### La création du duché et la dynastie des Bosonides (898-952)
En 879, à la suite de la mort de Louis II le Bègue, Boson, comte de Vienne et d'Autun, devient roi sur un territoire couvrant une large part de l'ancienne Burgondie. Mais le roi Carloman II, soutenu par le propre frère de Boson, Richard dit le Justicier, réduit son royaume à la Provence.
Dès 880, Richard demande à Carloman II de le reconnaître comte d'Autun. En 887, à la mort de Boson, il hérite des comtés de Troyes et Nevers. En 894, il conquiert le comté de Sens. En 898, il obtient le titre de marquis du roi Eudes. C'est l'ébauche du duché de Bourgogne qui se forme. Vers 918, il est titré dux, donc premier duc de Bourgogne (un des six pairs laïcs primitifs de France), et réunit alors les comtés d'Autun, de Nevers et d'Auxerre. Les comtes et évêques de Brienne, Chalon, Beaune, Troyes et Langres se placent sous son autorité, dans le contexte des invasions normandes.
À sa mort, en 921, son fils aîné Raoul lui succède. Puis, lorsque ce dernier est élu roi des Francs, en 923, son frère cadet Hugues le Noir lui succède. C'est la naissance de la première dynastie des ducs de Bourgogne, les Bosonides (898-952).

### Le duché robertien (956-1002)

Blason des ducs de la maison capétienne de Bourgogne.

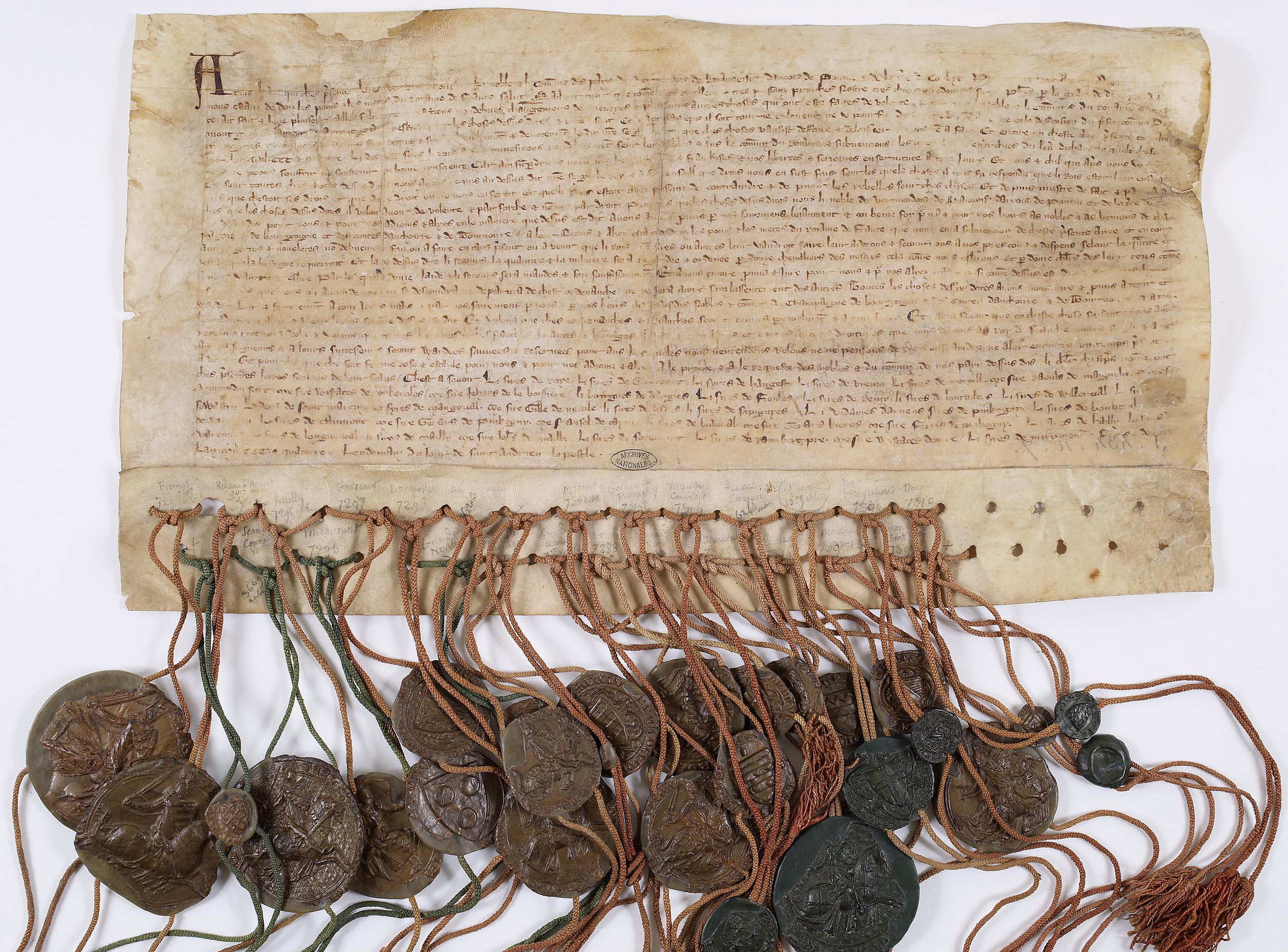
Ligue des nobles et gens du Tiers état de Vermandois, Beauvaisis, Artois et Ponthieu avec les trois Ordres du duché de Bourgogne pour s'opposer aux entreprises du roi contre les libertés publiques, 1er décembre 1314. Archives nationales de France.

Depuis le début des années 930, le duc des Francs Hugues le Grand intervient de plus en plus en Bourgogne. Après la mort du roi Raoul en 936, le carolingien Louis IV d'Outremer parvient à lui succéder avec le soutien d'Hugues le Grand. Un conflit s'engage alors avec le frère de Raoul, Hugues le Noir, débouchant sur un partage du duché de Bourgogne entre les deux Hugues. Ce partage est difficile à saisir précisément, et l'on ne sait pas exactement aujourd'hui ce que les deux Hugues en ont retiré. Selon les Annales de Flodoard, ce partage aurait eu lieu dès l'année 936.
À la mort du duc Hugues le Noir, en 952, le comte Gilbert de Chalon hérita probablement du titre de duc de Bourgogne. Sa fille Lietgarde est mariée dans le même temps à Otton, fils d'Hugues le Grand.
Vers Pâques 956, Gilbert meurt, suivi d'Hugues le Grand quelques mois plus tard, ce qui profite au roi Lothaire, désireux de s'affirmer dans son royaume. Pour contester la puissance des Robertiens, il n'investit aucun des fils d'Hugues le Grand des charges qui leur étaient promises, il fait occuper Dijon, incite Rodolphe, comte de Dijon, à s'emparer en 958 du château de Beaune, et capture Lietgarde, la femme d'Otton. C'est l'intervention de l'évêque de Cologne Bruno, frère d'Otton de Germanie, en 960, qui permet que les investitures aient lieu. Otton (960-965) et Henri (965-1002), frères d'Hugues Capet, se succèdent ainsi à la tête du duché.

### Le duché des Capétiens (1006-1361)
À la mort d'Henri, en 1002, le duché connaît une guerre de succession entre le roi Robert II le Pieux, fils d'Hugues Capet et neveu d'Henri, et Otte-Guillaume, fils adoptif d'Henri. C'est finalement Robert qui l'emporte en 1005. Il octroie en 1016 le duché à son deuxième fils Henri, son premier fils, nommé Hugues, étant quant à lui associé au trône de France dès 1017 ; puis, après le décès d'Hugues, en 1025, Henri devient roi associé, et le troisième fils, Robert, devient duc de Bourgogne. Ses descendants constituent la branche cadette des Capétiens (première maison capétienne de Bourgogne), qui s'éteint en 1361, faisant alors revenir le duché dans le domaine royal.

## Le duché des Valois (1361-1482)
En 1361, le duc de Bourgogne Philippe Ier meurt sans héritier. Le roi de France Jean II le Bon récupère le duché qui devient une possession de la couronne.

### Reconstitution du duché de Bourgogne au profit d'un lignage capétien

#### Attribution du duché à Philippe le Hardi (1363)
En 1363, Jean II le Bon octroie le duché, non pas en apanage mais en donation pleine et entière[pas clair], à son fils Philippe, qui en prend possession le 2 juin 1364, devenant Philippe II de Bourgogne (dit « Philippe le Hardi ») et initiant la maison de Valois-Bourgogne.
Ses successeurs sont :
- Jean Ier de Bourgogne (1371-1419), dit Jean sans Peur ;
- Philippe III de Bourgogne (1396-1467), dit Philippe le Bon ;
- Charles Ier de Bourgogne (1433-janvier 1477), dit Charles le Téméraire ;
- Marie de Bourgogne (1457-1482), qui épouse en août 1477 Maximilien d'Autriche (1459-1519), fils de l'empereur Frédéric III, de la maison de Habsbourg.

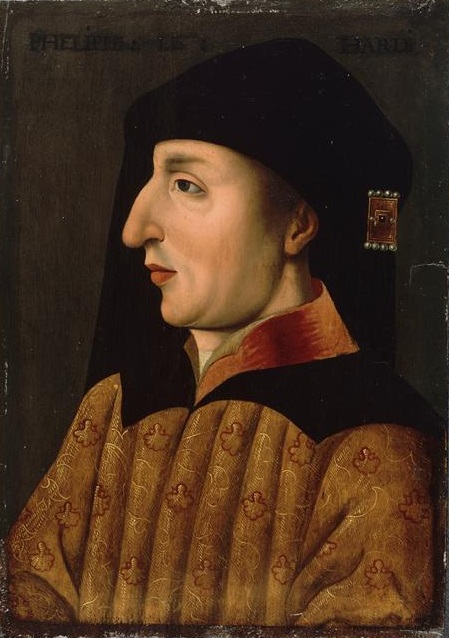
Philippe le Hardi (1342-1404).
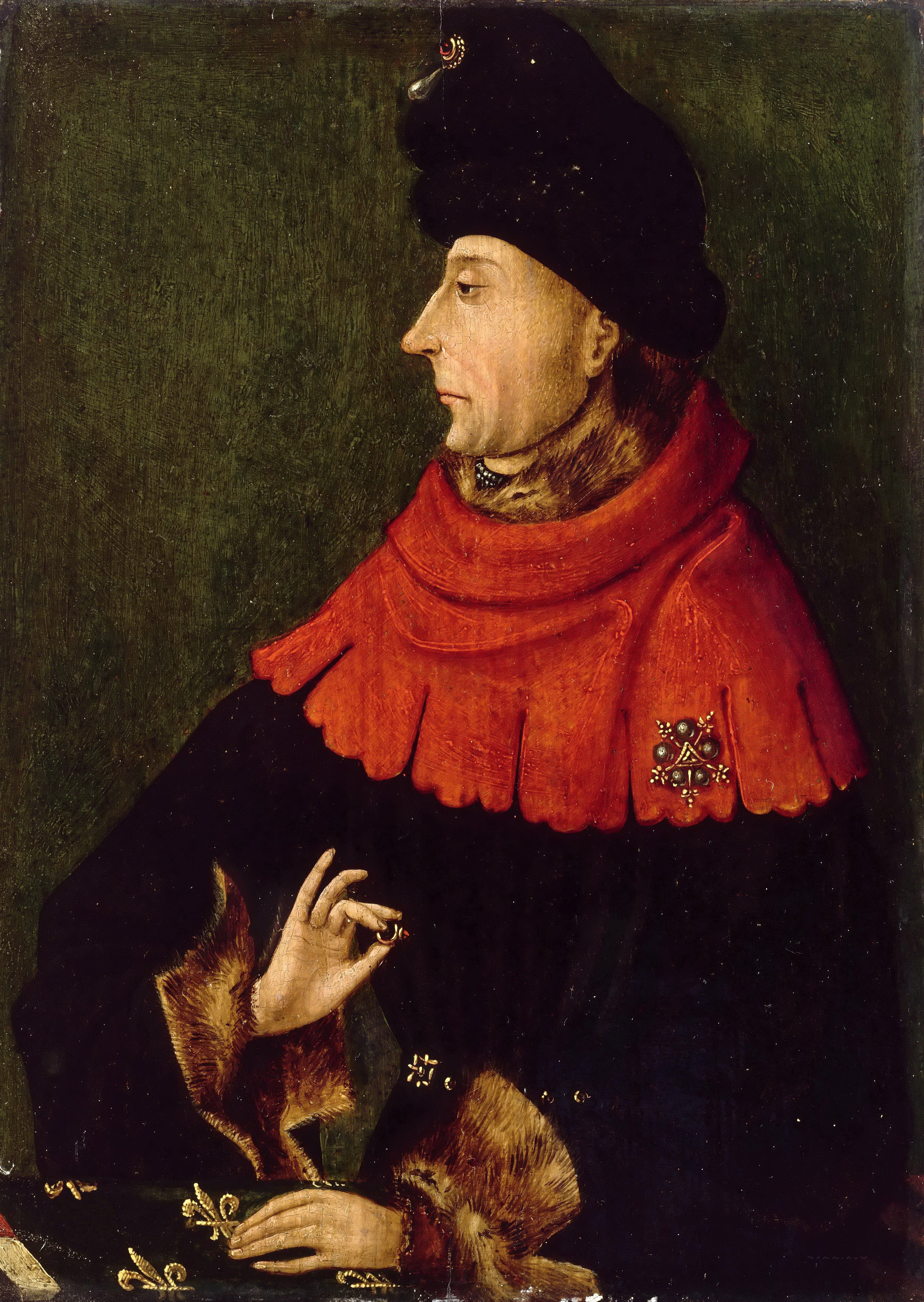
Jean sans Peur (1371-1419).
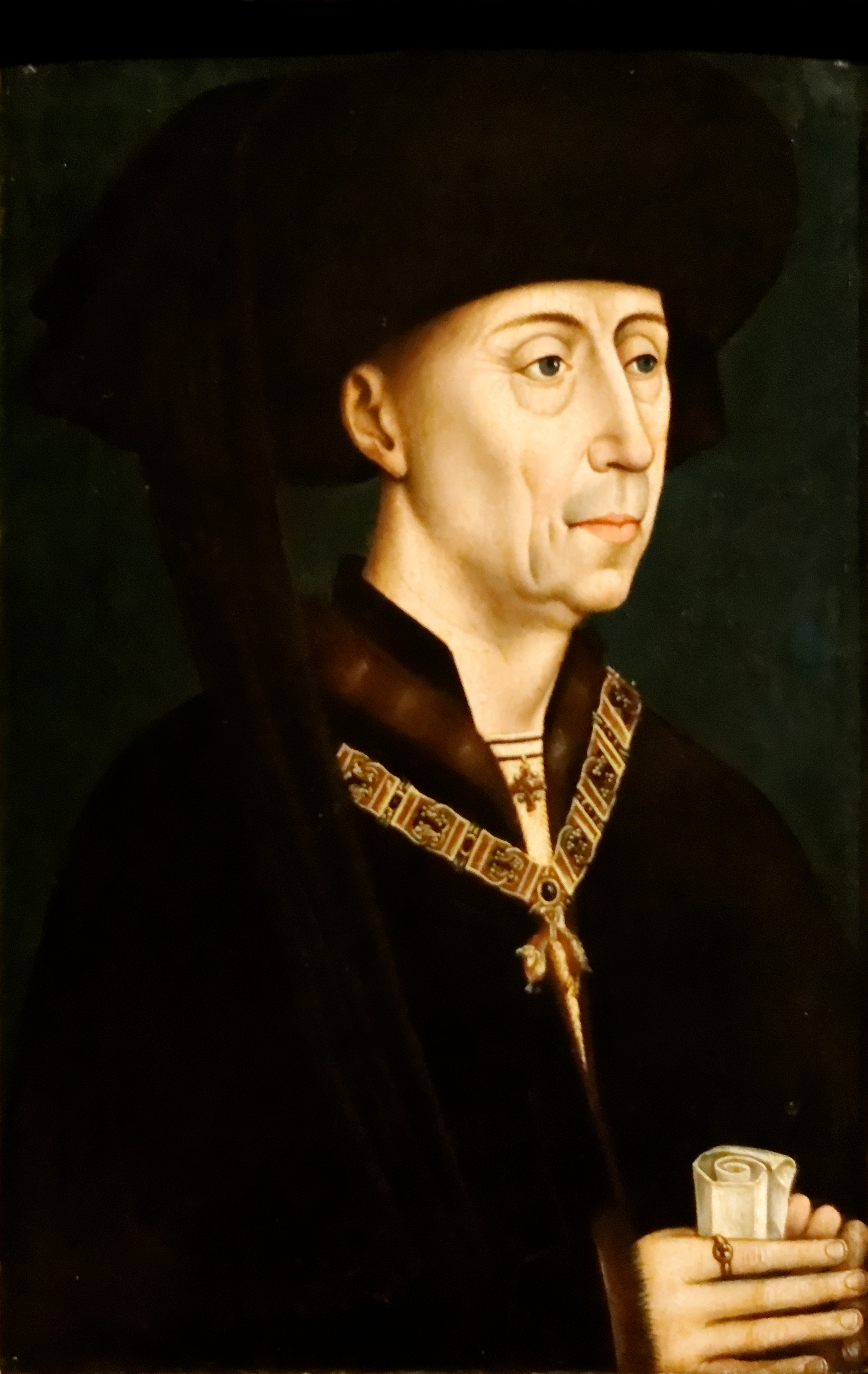
Philippe le Bon (1396-1467).

#### Du duché de Bourgogne à l'«État bourguignon»

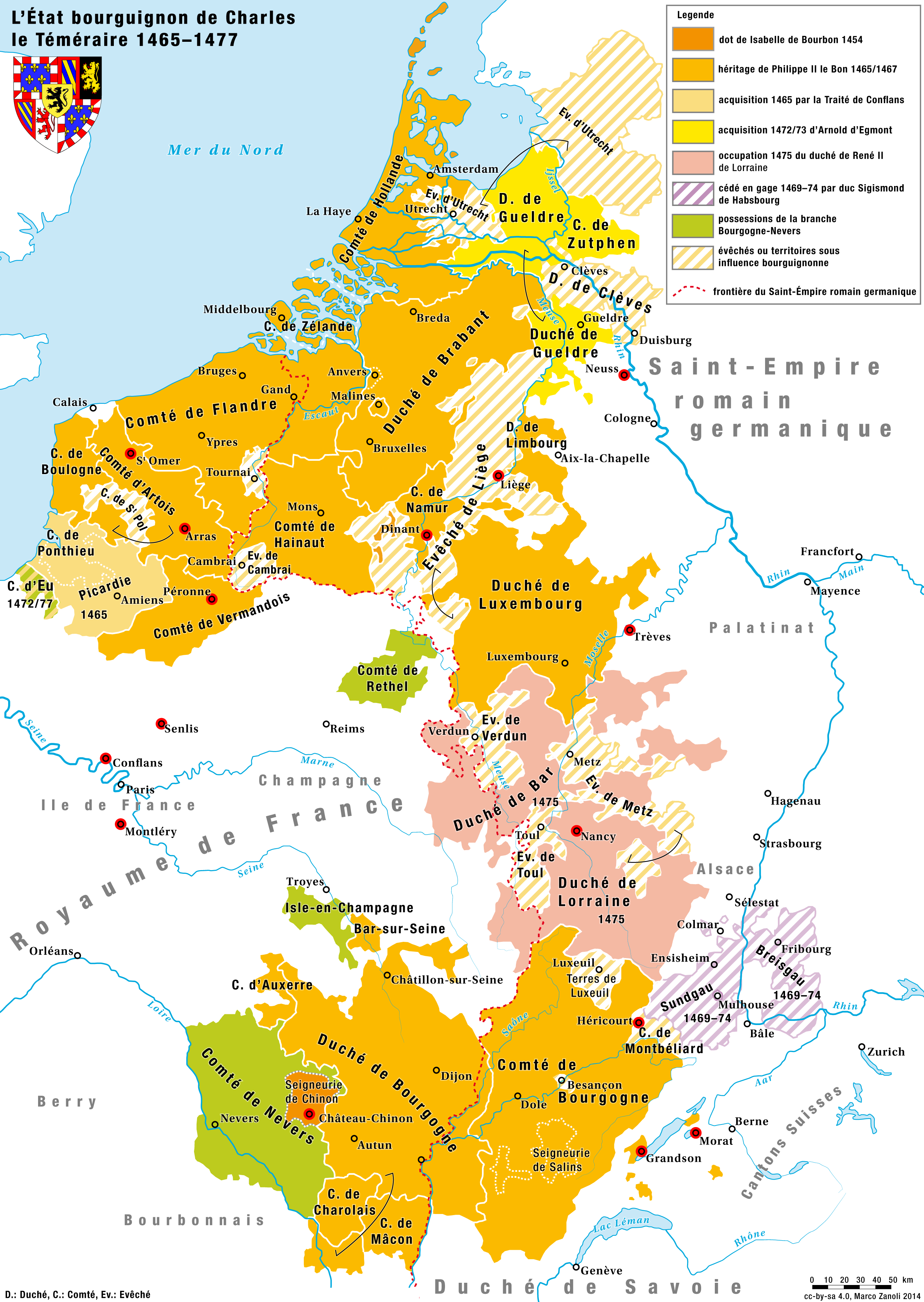
L'État bourguignon sous Charles le Téméraire.

En 1369, Philippe épouse Marguerite de Flandre, héritière présomptive non seulement du comté de Flandre (fief français), mais aussi du comté de Bourgogne (fief du Saint-Empire) et des comtés de Nevers et de Rethel (fiefs français). Cet héritage est réalisé en 1384, première étape de la constitution de l'« État bourguignon », c'est-à-dire l'ensemble des fiefs (français ou impériaux) détenus par le chef de la maison de Valois-Bourgogne.
En 1385, il marie son fils Jean à Marguerite, fille du comte Albert Ier de Hainaut et de Hollande, et sa fille Marguerite à Guillaume IV de Hainaut, fils et héritier d'Albert : ces fiefs d'Empire seront ajoutés aux possessions bourguignonnes en 1433, sous le règne de Philippe le Bon.
En 1429, celui-ci prend possession du comté de Namur (fief d'Empire), acheté au marquis de Namur Jean III pour 132 000 couronnes d'or en 1421 avec usufruit jusqu'à sa mort.
Le 10 janvier 1430, Philippe le Bon épouse Isabelle de Portugal, créant à cette occasion l'ordre de la Toison d'or. La même année, il devient duc de Brabant, de Lothier et de Limbourg (fiefs d'Empire) en succession de Philippe de Saint-Pol.
En 1441, il rachète le duché de Luxembourg (fief d'Empire) à sa tante, la duchesse engagiste Élisabeth de Goerlitz. Au vu de la résistance de la noblesse luxembourgeoise, il doit assiéger la ville de Luxembourg et ne contrôle le duché qu'à partir de 1443.
Charles le Téméraire ajoute à cet ensemble le duché de Gueldre, profitant d'un conflit entre le duc Arnold de Gueldre et son fils Adolphe.
Compte tenu de leur puissance, les ducs de Bourgogne font nommer des proches comme titulaires des principautés ecclésiastiques enclavées dans leurs domaines des Pays-Bas d'Utrecht, de Liège et de Cambrai.

#### Le duché de Bourgogne sous les Valois
Les ducs de Bourgogne du XVe siècle divisent couramment leurs possessions en deux ensembles : les Pays de par-deçà (fiefs des Pays-Bas) et les Pays de par-delà (fiefs de Bourgogne), dont le duché de Bourgogne est le principal élément (cf. le Grand Privilège des Pays de par-deçà, octroyé par Marie de Bourgogne en 1477).

Drapeau militaire de l’État bourguignon sous le règne de Charles le Téméraire

L'ensemble de l'État bourguignon est organisé autour du duc de Bourgogne, dont la cour est itinérante et qui réside aussi bien aux Pays-Bas que dans les pays de Bourgogne, voire dans le royaume de France.
Le personnage principal après le duc est le chancelier : notamment au XVe siècle, Nicolas Rolin (1376-1462) est chancelier de Philippe le Bon de 1422 à 1462. Le chancelier est le principal conseiller juridique et politique du duc de Bourgogne. Ses responsabilités incluent la supervision de l'administration ducale, la rédaction et la vérification des documents officiels, ainsi que la représentation du duc dans les affaires diplomatiques et juridiques. En tant que bras droit du duc, le chancelier joue un rôle essentiel dans la gouvernance et la gestion des affaires de l'État bourguignon.
En ce qui concerne le duché proprement dit, il a ses États (assemblées représentatives de certaines catégories de la population) qui siègent à Dijon, où se trouvent aussi quelques organismes administratifs sédentaires :
- bâtiments ducaux à Dijon et dans d'autres villes du duché ;
- services administratifs résidant à Dijon ;
- impôts payés par les habitants du duché.

### Les relations avec la couronne de France

#### Les participations au gouvernement du royaume de France
À la mort de Charles V en 1380, Philippe II de Bourgogne devient régent et tuteur du roi en attendant la majorité de Charles VI en 1388. Il consolide ses possessions et la position diplomatique de la France en recherchant des alliances avec des princes du Saint-Empire. C'est ainsi qu'il marie Charles VI avec Isabeau de Bavière sur laquelle il gardera une forte influence.
Charles VI sombrant dans la folie en 1392, les affaires de l'État sont de nouveau confiées à un conseil de régence présidé par la reine Isabeau. Celle-ci étant piètre politique[réf. nécessaire], Philippe le Hardi a l'influence prépondérante dans les affaires du royaume, mais il doit composer avec la montée en puissance du frère du roi, Louis Ier d'Orléans.
Jean Sans Peur, successeur de Philippe le Hardi, a beaucoup moins d'influence sur Isabeau de Bavière que son père. Louis Ier d'Orléans fait évincer les Bourguignons du conseil de régence. Le duc de Bourgogne le fait assassiner en 1407. Cet acte précipite le pays dans une guerre civile opposant la faction des Bourguignons et la faction des Armagnacs, partisans du duc d'Orléans. Henri V, le roi d'Angleterre, profite de ces troubles pour relancer la guerre de Cent Ans et envahir la Normandie. Après la débâcle d'Azincourt en 1415, le duc de Bourgogne prend le pouvoir à Paris en 1418, avec le concours des bourgeois et des universitaires.
La pression anglaise devenant trop forte, un rapprochement entre Armagnacs et Bourguignons parait indispensable. Le dauphin Charles rencontre donc le duc de Bourgogne à Montereau. Des Armagnacs craignant que le dauphin cède aux vues bourguignonnes assassinent Jean sans Peur au cours de l'entrevue le 19 septembre 1419.

La France en 1429. En vert, les territoires contrôlés par le duc de Bourgogne.

Philippe le Bon, fils de Jean sans Peur, s'allie alors formellement avec les Anglais, qui contrôlent déjà le nord et le sud-ouest de la France (duché d'Aquitaine). Ils font signer en 1420 à la reine Isabeau et au roi Charles VI le traité de Troyes qui déshérite le dauphin Charles au profit du roi d'Angleterre Henri V : celui-ci devient le successeur présomptif de Charles VI. N'ayant plus de réel suzerain français, le duc de Bourgogne a un accès direct aux impôts collectés dans ses principautés relevant du royaume, il jouit donc d'une grande autonomie.
Charles VI et Henri V meurent tous deux en 1422. Henri VI, âgé d'un an, devient roi d'Angleterre et roi de France. Le duc de Bedford devient alors régent du royaume de France et épouse l'année suivante Anne de Bourgogne, la sœur de Philippe le Bon.
En 1429, grâce à l'intervention de Jeanne d'Arc, les Anglais sont contraints de lever le siège d'Orléans, puis Charles VII est sacré à Reims, conformément à une coutume pluriséculaire. Les Anglais sont affaiblis et le duc de Bourgogne décide d'abandonner leur parti : en 1435, Charles VII et Philippe Le Bon signent le traité d'Arras qui marque la fin de la guerre civile.

#### La tentation de la souveraineté

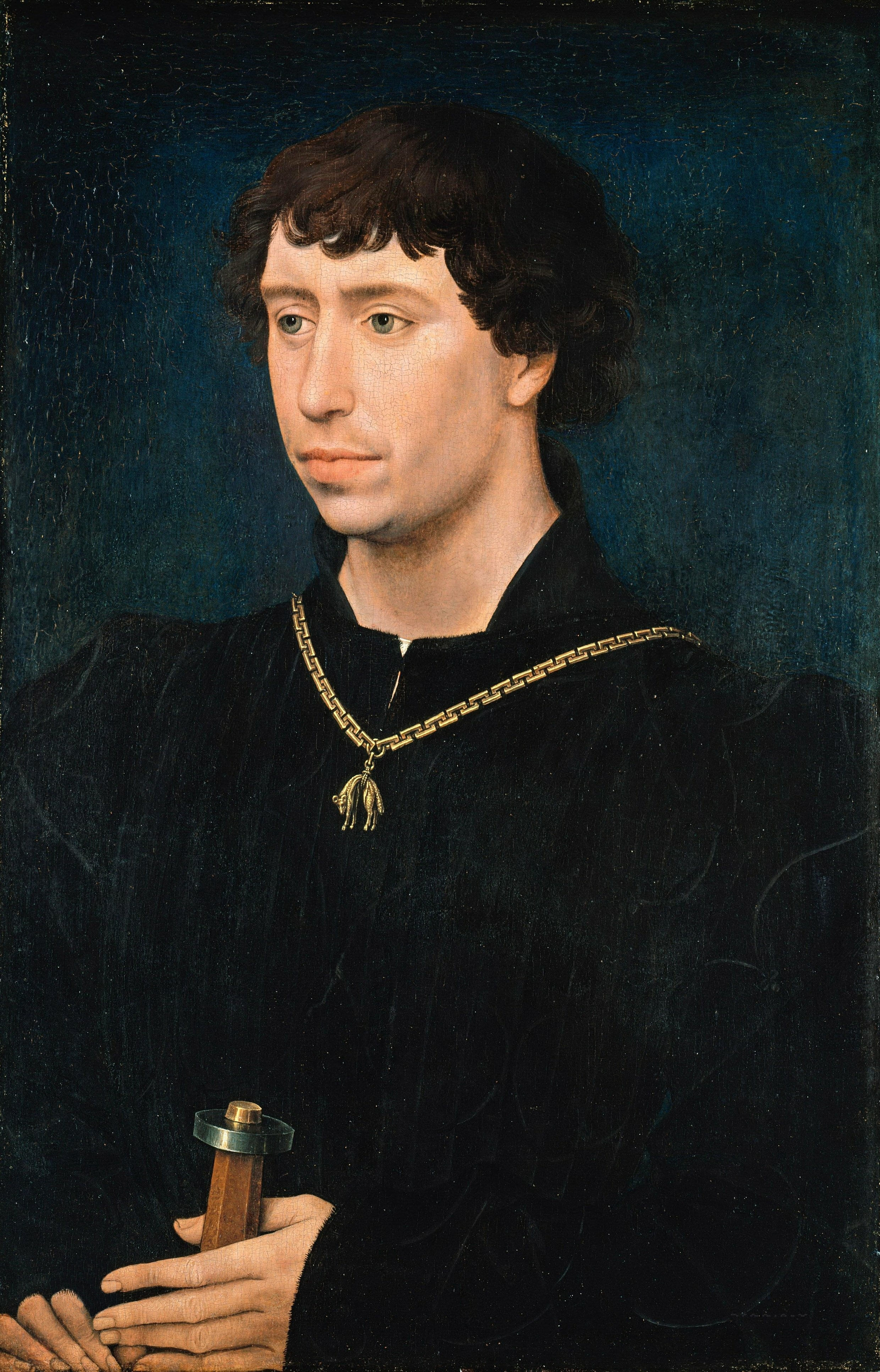
Charles le Téméraire (1433-1477).

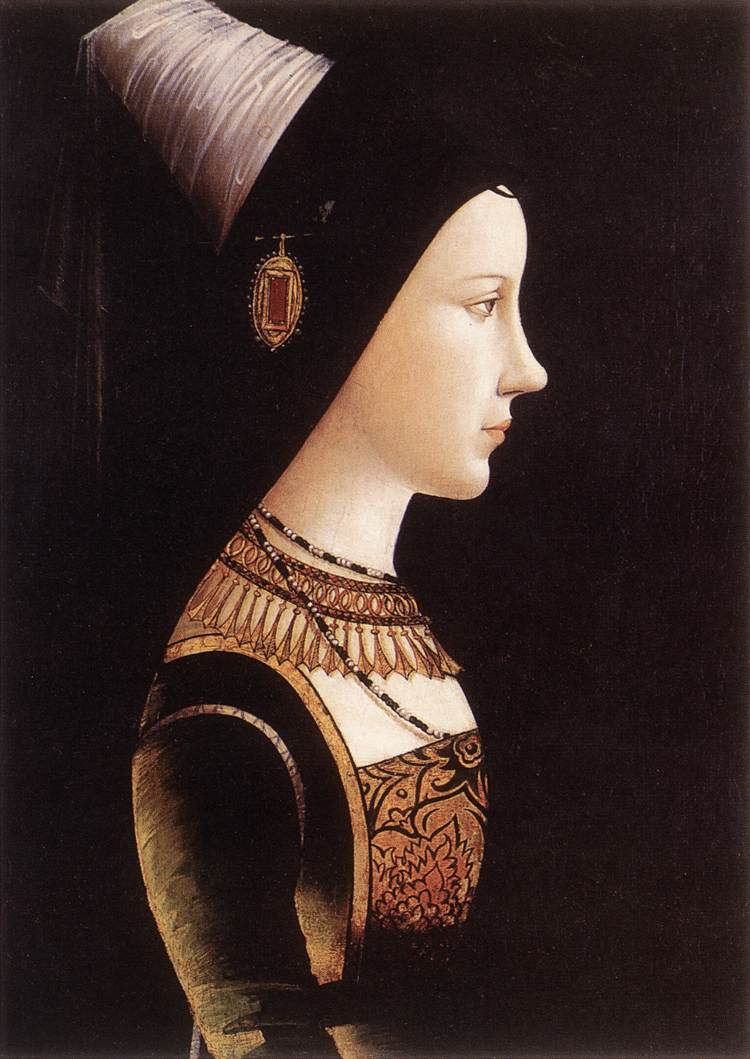
Marie de Bourgogne (1457-1482).

Les États bourguignons en 1477.

Philippe le Bon obtient de Charles VII de ne plus rendre hommage au roi, privilège concédé à titre purement personnel. Cependant, le duc reste fidèle à une politique de proximité avec la monarchie française. Il accueille d'ailleurs le futur Louis XI, en difficulté avec son père.
En revanche, Charles le Téméraire, fils de Philippe le Bon, n'hésite pas à défier Louis XI dans le cadre de la ligue du Bien public en lui livrant bataille à Montlhéry (1465) et en mettant le siège devant Paris. Ainsi contraint-il le roi à signer le traité de Conflans, par lequel il récupère la Picardie et la ville de Boulogne, ce qui assure ses arrières du côté de la France. Charles le Téméraire veut reconstituer l'ancienne Lotharingie en reliant tous les domaines néerlandais (les pays « de par-deçà », ou « Pays-Bas ») aux domaines bourguignons (les pays « de par-delà ») grâce à l'annexion de la Champagne, la Lorraine et l'Alsace. Il cherche à s'entendre avec l'empereur en vue d'obtenir une éventuelle couronne. Le duc Sigismond d'Autriche de Habsbourg lui apporte son aide en 1469 en lui vendant ses terres d'Alsace et, en face, le pays de Brisgau sur la rive allemande du Rhin. Mais les Bourguignons sont mal perçus dans la région et s'attirent l'hostilité des Suisses qui les battent à Grandson et Morat. Charles le Téméraire meurt à la bataille de Nancy en 1477.

## La Bourgogne après Charles le Téméraire (1477-1789)

### La succession de Charles le Téméraire et de Marie de Bourgogne (1477-1493)
Dès la mort du Téméraire, Louis XI lance son armée contre les États bourguignons, dévolus à une duchesse âgée de 20 ans et non mariée. C'est le début de la guerre de Succession de Bourgogne (1477-1482). L'armée française occupe dès janvier 1477 le duché de Bourgogne, puis envahit le comté, qui devient le principal théâtre d'opérations.
Marie de Bourgogne, confrontée à cette menace, ainsi qu'à la rébellion de ses sujets des Pays-Bas bourguignons, notamment flamands (Bruges, Gand, etc.), à qui elle doit concéder le Grand Privilège (avril 1477), épouse Maximilien d'Autriche au mois d'août.
Le conflit est réglé en 1493 par le traité de Senlis qui met fin au conflit entre la France et les Habsbourg : la possession de la Bourgogne et de la Picardie par le roi de France est confirmée, les autres fiefs de la maison de Bourgogne restant la propriété des héritiers de Marie de Bourgogne et Maximilien.
En 1515, Charles de Habsbourg, petit-fils de Marie de Bourgogne et Maximilien, est reconnu comme duc de Bourgogne, souverain des Pays-Bas bourguignons, par les États généraux. En 1516, il est reconnu comme régent de Castille et d'Aragon (pour sa mère, incapable), puis comme roi consort des deux royaumes et de leurs possessions. En 1519, il devient chef de la maison de Habsbourg et en 1520, il se fait élire empereur contre les candidatures de François Ier et d'Henri VIII.
Né dans les Pays-Bas bourguignons, Charles Quint reçoit une éducation en langue française, se considère avant tout comme un chevalier bourguignon, héritier de la dynastie de Valois-Bourgogne, notamment de Charles le Téméraire, et considère la France comme son ennemi principal, notamment pour avoir indûment confisqué le duché de Bourgogne[réf. nécessaire].
Son attachement au duché perdu se manifeste à la fin de la guerre (la sixième guerre d'Italie) qu'il mène contre François Ier de 1520 à 1526, achevée par le désastre français de Pavie (février 1525). François Ier, prisonnier en Espagne, doit signer le traité de Madrid (janvier 1526) qui inclut la restitution du duché de Bourgogne à l'héritier de Charles le Téméraire.
Libéré, François Ier fait casser le traité par le Parlement de Paris, ce qui implique la reprise de la guerre. Mais cette fois, le résultat est moins favorable à Charles Quint et cette guerre s'achève avec le traité de Cambrai (« paix des Dames »), selon lequel le duché de Bourgogne reste à la France.

### La Bourgogne dans le domaine royal de France
Le duché de Bourgogne reste désormais dans le domaine royal. Il devient une des grandes provinces du royaume de France, avec un gouverneur (responsable militaire), un Parlement (cour de justice souveraine) et des États provinciaux (assemblée de représentants du clergé, de la noblesse et des villes).
En 1601, sous le règne d'Henri IV, le territoire de la province de Bourgogne est augmenté des bailliages de la Bresse, du Bugey et de Gex (correspondant au département de l'Ain), après la cession par le duc de Savoie de ses possessions de la rive droite du Rhône.
Lorsqu'est créée la fonction d'intendant, la Bourgogne devient une généralité.
En 1789, l'Assemblée nationale constituante met fin à la province de Bourgogne, remplacée par les départements.

La Bourgogne au XVIII avec les communes et départements actuels.

### Les dirigeants
- Ducs de Bourgogne
- Duchesses de Bourgogne

### Comtés vassaux du duché de Bourgogne
Le duché de Bourgogne a compris de manière discontinue les comtés vassaux suivants : comté de Chalon, comté de Charolais, comté de Mâcon, comté d'Autun, comté de Nevers, comté d'Avallon, comté de Tonnerre, comté d'Auxerre, comté de Sens, comté de Troyes, comté d'Auxonne, comté de Bar et autres comtés et seigneuries.
Il a été associé au comté de Bourgogne, partie du Saint-Empire romain germanique, actuelle Franche-Comté, entre 1330 et 1361, et entre 1384 et 1482, par lien dynastique, mais chaque principauté resta distincte.
Le duc de Bourgogne a également parfois été suzerain ou possesseur du comté de Senlis et du comté de Montbéliard[Quand ?].

#### Ouvrages anciens
- Claude Courtépée, Description historique et topographique du Duché de Bourgogne, DijonEn quatre tomes, parus de 1775 à 1779.

#### Études historiques
- Marie-Thérèse Caron, La noblesse dans le duché de Bourgogne, 1315-1477, Lille, Presses universitaires de Lille, coll. « Économies et sociétés », 1987, XXIII-586 p. (ISBN 2-85939-296-3, présentation en ligne), [présentation en ligne].
- Les origines du duché de Bourgogne, vol. 2, Dijon, E. Rebourseau, 1925-1937 :
  - Partie 1, 1925, imprimerie Jobard, 600 pages sur Gallica, compte-rendu par Joseph Calmette, « Abbé A. Chaume. Les origines du duché de Bourgogne. Première partie : Histoire politique », Annales du Midi, t. 39, nos 153-154,‎ 1927, p. 73-76 (lire en ligne)
  - Partie 2, Fascicule 1, Librairie E. Rebourseau, 1927, 382 pages sur Gallica
  - Partie 2, Fascicule 2, Librairie E. Rebourseau, 1937, 816 pages sur Gallica 2 volumes en 4 fascicules : I. Histoire politique ; II. Géographie historique, fasc. 1 ; II. Géographie historique, fasc. 2 ; II. Géographie historique, fasc. 3.
- Élodie Lecuppre-Desjardin, Le Royaume inachevé des ducs de Bourgogne (XIVe – XVe siècles), Paris, Belin, coll. « Histoire », 2016, 429 p. (ISBN 978-2-7011-9666-4, présentation en ligne).
- André Leguai, « Royauté française et État bourguignon de 1435 à 1477 », Publications du Centre européen d'études bourguignonnes, vol. 32 « Rencontres de Montbéliard (26 au 29 septembre 1991) »,‎ 1992, p. 65-75 (DOI 10.1484/J.PCEEB.2.302256).
- Werner Paravicini (dir.) (avec le concours de Torsten Hiltmann et Frank Viltart), La cour de Bourgogne et l'Europe : le rayonnement et les limites d'un modèle culturel, Ostfildern, J. Thorbecke, coll. « Beihefte der Francia » (no 73), 2013, 796 p. (ISBN 978-3-7995-7464-8, présentation en ligne).
- Danielle Régnier-Bohler (dir.), Splendeurs de la Cour de Bourgogne : récits et chroniques, Paris, Robert Laffont, coll. « Bouquins », 1995, XLIV-1505 p. (ISBN 2-221-06825-4).
- Jean Richard, Les ducs de Bourgogne et la formation du duché du XIe au XIVe siècle, Dijon / Paris, Publications de l'Université de Dijon / Société les Belles-Lettres, 1954, XXXIX-571 p. (présentation en ligne), [présentation en ligne].
- Jean Richard (dir.), Histoire de la Bourgogne, Toulouse, Éditions Privat, coll. « Univers de la France et des pays francophones » (no 42), 1978, 491 p. (ISBN 2-7089-1680-7, présentation en ligne). Édition mise à jour : Jean Richard (dir.), Histoire de la Bourgogne, Toulouse, Privat, coll. « Univers de la France et des pays francophones », 1988, 492 p. (ISBN 2-7089-1680-7).
- Bertrand Schnerb, L'État bourguignon : 1363-1477, Paris, Perrin, 1999, 474 p. (ISBN 2-262-01126-5). Réédition : Bertrand Schnerb, L'État bourguignon : 1363-1477, Paris, Perrin, coll. « Tempus » (no 105), 2005, 474 p., poche (ISBN 2-262-02360-3, présentation en ligne).

- Dossier (Élodie Lecuppre-Desjardin, Marc Boone, Joël Cornette, Estelle Doudet, Bertrand Schnerb), Bourgogne - L'impossible État; revue L'Histoire, no 489, novembre 2021, pp. 31-57.